# Bhikhiwind
Bhikhiwind is een nagar panchayat (plaats) in het district Tarn Taran van de Indiase staat Punjab. 

## Demografie
Volgens de Indiase volkstelling van 2001 wonen er 10.269 mensen in Bhikhiwind, waarvan 53% mannelijk en 47% vrouwelijk is. De plaats heeft een alfabetiseringsgraad van 66%. 